# Temognatha duponti
Temognatha duponti es una especie de escarabajo del género Temognatha, familia Buprestidae. Fue descrita científicamente por Boisduval en 1835.